# Лавриненко В'ячеслав Васильович
Лавриненко В'ячеслав Васильович (13 жовтня 1939 — липень 2019) — провідний український вчений в області п'єзоелектроніки, винахідник п'єзодвигуна, завідувач науково-дослідної лабораторії п'єзодвигунів, кандидат технічних наук, член наукової школи «Мікро і наноелектронні системи» Національного технічного університету України «Київський політехнічний інститут імені Ігоря Сікорського».

## Життєпис
Народився 1939 р. Закінчив КПІ 1963 р. Працював інженером, молодшим і старшим науковим співробітником, створив галузеву науково-дослідну лабораторію п'єзоелектричних двигунів. Кандидатську дисертацію захистив 1967 р. Помер в липні 2019 року.

## Наукова діяльність

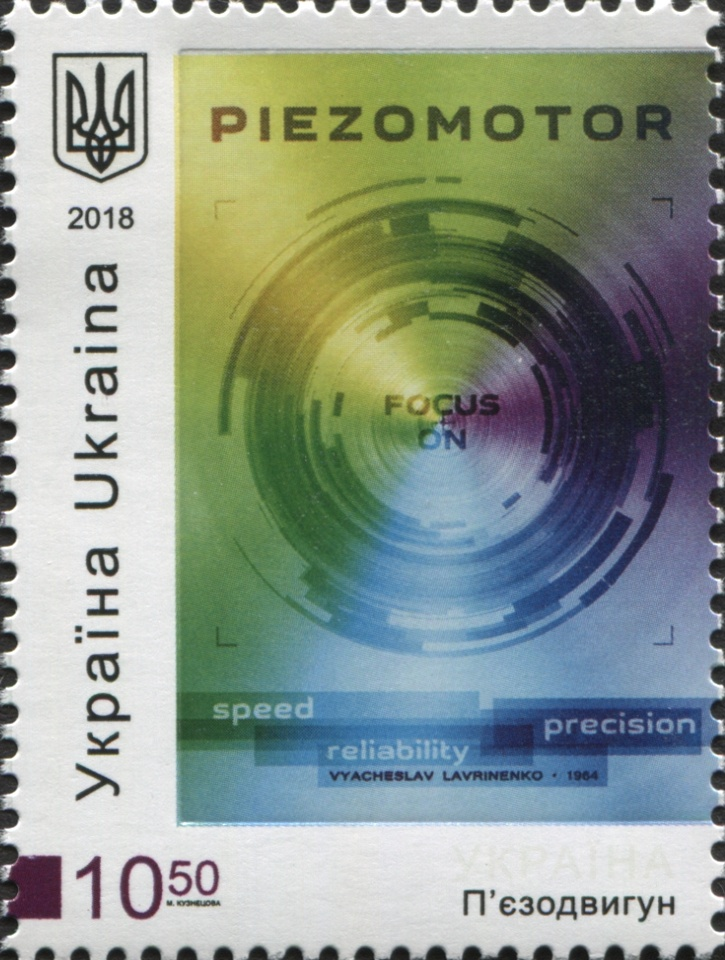
Марка серії «Винаходи… П'єзодвигун»

Молодий фахівець В. В. Лавриненко на кафедрі діелектриків і напівпровідників (нині — кафедра мікроелектроніки ФЕЛ) проводив дослідження силового п'єзотрансформатора та виявив його обертання у тримачі. Дослідивши це явище, у 1964 року він створив перший у світі п'єзоелектричний двигун обертання, а згодом і лінійний п'єзодвигун для приводу реле. Роботи В. В. Лавриненка на десятиріччя випереджали подібні роботи за кордоном. У подальшому він розробив усі основні принципи роботи і конструкції п'єзодвигунів. На винахід п'єзодвигуна було одержано більше ніж 200 авторських свідоцтв і патентів, понад 50 з яких — патенти у зарубіжних країнах (США, Японія, Німеччина, Велика Британія). Під керівництвом В. В. Лавриненка захищено 7 кандидатських дисертацій. Він автор трьох монографій та 52 наукових праць.
На кафедрі мікроелектроніки було створено галузеву лабораторію п'єзодвигунів, яку очолив В. В. Лавриненко. Він був керівником понад 40 науково-дослідних та дослідно-конструкторських робіт, результати яких частково або повністю впроваджені у виробництво. Розробки цієї лабораторії втілено в серійне виробництво двигунів для відеомагнітофону «Електроніка-532», для діапроектора «Днепр-2», для кінокамер, приводів торговельних автоматів, шарових кранів тощо. На цей час у різних країнах світу серійно виготовляють мільйони п'єзодвигунів різного призначення.
Теоретичні та практичні розробки вченого склали фундамент п'єзоелектроніки як загальновизнаного напряму електронної техніки і відзначені багатьма нагородами: срібною та бронзовою медалями ВДНГ СРСР, дипломами міжнародних виставок та конкурсів, премією КПІ, медаллю «Винахідник СРСР». За розробку першого у світі принципово нового двигуна на п'єзоелектричному ефекті (п'єзодвигун) кандидат технічних наук Лавриненко В. В. був нагороджений дипломом міжнародної виставки у м.Делі (Індія). 2018 року пошта України на честь цього видатного відкриття презентувала поштову марку під девізом «Винаходи, які подарувала Україна світу»
Був членом Ради по захисту дисертацій, галузевих та міжгалузевих науково-технічних комісій, неодноразово нагороджувався Почесними грамотами Мінвузу та КПІ. Присвоєно звання «Заслужений науковець КПІ».

## Патенти
Має 176 авторських свідоцтв, патентів СРСР, України, Росії, 34 патенти провідних держав світу (США, Японія, Німеччина, Велика Британія). В тому числі:
- Авторское свидетельство № 217509 «Электрический двигатель», авт. Лавриненко В. В., Некрасов М. М. по заявке № 1006424 с приор. от 10 мая 1965 г.
- США, Патент № 4.019.073, 1975 р.
- США, Патент № 4.453.103, 1982 р.
- США, Патент № 4.400.641, 1982 р.
- Україна, Патент на винахід # 84065 П'ЄЗОЕЛЕКТРИЧНИЙ ГЕНЕРАТОР МЕХАНІЧНИХ КОЛИВАНЬ І П'ЄЗОЕЛЕКТРИЧНИЙ ДВИГУН НА ЙОГО ОСНОВІ, 2006 р.
- Україна, Патент на корисну модель # 80209 ЕЛЕКТРОННИЙ ПРИСТРІЙ ЗАПАЛЮВАННЯ ДВИГУНА ВНУТРІШНЬОГО ЗГОРЯННЯ, 2012 р.

## Праці
- Пьезо-электрические трансформаторы / В. В. Лавриненко. — Москва: Энергия, 1975. — 112 с.
- Пьезоэлектрические двигатели / В. В. Лавриненко, И. П. Карташев, В. С. Вишневский. — Москва: Энергия, 1980. — 110 с.
- Принципы построения пьезоэлектрических моторов. В. Лавриненко, ISBN 978-3-659-51406-7, ISBN 3659514063, вид. «Lambert», 2015, 236с.